# Izbat al-Burdsch
Izbat al-Burdsch (arabisch عزبة البرج, DMG ʿIzbat al-Burǧ; englisch häufig transliteriert als Izbat Al Burj ; Ägyptisch-Arabisch: ʿEzbet el-Borg , [ˈʕezbet elˈboɾɡ]) ist eine Küstenstadt mit nennenswerter Fischfangindustrie im Gouvernement Dumyat in Ägypten. Die Stadt liegt 15 km nordöstlich von Dumyat (Damiette) und 210 km entfernt von Kairo und hat etwa 70.000 Einwohner.
Die Stadt liegt an der ägyptischen Mittelmeerküste an der Mündung des Flusses Damietta, einem Arm des Nil, gegenüber der Stadt Ras El Bar.

## Geschichte
Die Stadt erhielt ihren Namen nach dem Wachturm, der einst hier stand (das arabische Wort burdsch bedeutet „Turm“). 1869 wurde ein 60 m hoher Leuchtturm errichtet, um Schiffe im Mittelmeer zu leiten, doch diese Stelle bildet heute nurmehr einen seichten Bereich des Nildeltas. Die Stadtgründung geht auf ein Lehen von Muhammad Ali Pascha an die syrische Familie Kahil zurück.

## Wirtschaft
Die Stadt ist Heimat von etwa 10.000 Fischern – das sind rund 10 % der in diesem Wirtschaftszweig in Ägypten tätigen Arbeitnehmer – und Basis einer der größten Fischfangflotten in Ägypten, wozu auch traditionelle Felucken gehören. In der Stadt gibt es außerdem eine Fabrik, in der Ölsardinen eingedost werden. Der Fischfang ist somit die Haupteinnahmequelle der örtlichen Bevölkerung. Ortsansässige Fischer fahren aus auf das östliche Mittelmeer und in das Rote Meer. Die Stadt ist außerdem in Ägypten ein Zentrum des Baus von Schiffen und Yachten.

## Belege
1. ↑  مدينة عزبة البرج. Archiviert vom Original am 26. Januar 2013; abgerufen am 13. Juli 2012 (arabisch).  Info: Der Archivlink wurde automatisch eingesetzt und noch nicht geprüft. Bitte prüfe Original- und Archivlink gemäß Anleitung und entferne dann diesen Hinweis.
2. ↑  Thomas Philipp: The Syrians in Egypt, 1725–1975. Steiner, 1985, ISBN 978-3-515-04031-0, S. 93 (englisch, google.com [abgerufen am 13. Juli 2012]).
3. ↑  The New Encyclopædia Britannica: Micropædia. Encyclopædia Britannica, 1993, ISBN 978-0-85229-571-7, S. 867 (englisch, google.com [abgerufen am 13. Juli 2012]).
4. ↑  United States. Foreign Broadcast Information Service, United States. Joint Publications Research Service: Near East/South Asia report. Hrsg.: Foreign Broadcast Information Service. (google.com [abgerufen am 13. Juli 2012]).